# Ettore Berra
Ettore Berra (Vercelli, 30 novembre 1889 – Torino, 16 gennaio 1967) è stato un calciatore, arbitro di calcio e giornalista italiano.

## Biografia

### Giocatore
Da giovane ha giocato nella Pro Vercelli nel ruolo di terzino.

### Arbitro
Smise di giocare al calcio molto presto, e nel 1911 è fra i fondatori dell'Associazione Italiana Arbitri. Esordisce in Prima Categoria 1912-1913 nella partita del 19 gennaio 1913 Casale-Novara (2-1).
La stagione successiva abbandona definitivamente il mondo del calcio.
Nel 1948 in occasione del 50º anniversario della F.I.G.C. fu insignito del titolo di pioniere del calcio italiano.

### Giornalista
Da giovane ha collaborato con il giornale vercellese La Sesia, quindi con il Paese sportivo di Torino, del quale è stato direttore. Successivamente è stato redattore della Gazzetta del Popolo e, dopo la guerra è stato capocronista e inviato sportivo al Popolo nuovo. Dopo la scomparsa di Luigi Cavallero a Superga, è stato per 10 anni capo dei servizi sportivi del quotidiano La Stampa, collaborando anche con altre testate come La Gazzetta dello Sport, Tuttosport e Il Calcio Illustrato. Nel 1964 ha vinto il Premio Saint-Vincent per il giornalismo.